# Paco Andorra
I Paco Andorra sono stati un gruppo musicale italiano.

## Storia del gruppo
Il batterista e cantante romano Edoardo Viola (Bracco),  dopo un periodo di lavoro negli Stati Uniti con il gruppo Boom 67, torna in Italia e forma nel 1975 un complesso di pop melodico, i Paco Andorra. La formazione vede Edoardo Viola "Bracco" alla batteria, Alan Farrington alla voce principale, Eros Biasini al basso elettrico, Deni Salvatore alla chitarra, Ivo Fedeli alle tastiere. Il gruppo viene messo sotto contratto dalla WJK Record di Elio Palumbo (una sottoetichetta della Yep), e debutta nello stesso anno.
Nel 1976 Lovely Summer, il loro brano di debutto, viene scelto come sigla del programma televisivo Impresa natura, ed è quindi ristampato con un nuovo lato B.
In autunno riscuotono il loro maggiore successo con Vivrò, canzone scritta da Palumbo per il testo e da Giacomo Simonelli e Paolo Pinna per la musica: la canzone, del genere melodico sullo stile di altri cantanti e gruppi che incidono per la Yep (come i Santo California) vede anche la partecipazione, in un intermezzo recitato, di Julie.
Vivrò porta al gruppo anche alcune apparizioni televisive (RAI), ad esempio ad Adesso musica, il programma del venerdì sera presentato da Nino Fuscagni e Vanna Brosio.
L'anno successivo partecipano come coristi dei Santo California nella canzone Monica al Festival di Sanremo 1977; inoltre bissano il successo di Vivrò con Senso.
Nel 1978 pubblicano il loro primo e unico album, che segna una svolta nel loro genere: passano infatti dal pop melodico alle ballate con influenze dal folk, dal country e dal progressive.
Dopo l'incisione di un altro 45 giri il gruppo si scioglie. Edoardo Viola continua l'attività come batterista e cantante con varie formazioni romane e nel 1977 passa definitivamente al ruolo di cantante leader.

## Discografia

### 33 giri
- 1978: From Up Here...I've Got The World (Yep, 004417)

### 45 giri
- 1975: Lovely Summer/Funky And Cool (WJK Record, K 00443)
- 1976: Lovely Summer/Fiore blu (WJK Record, 443)
- 1976: Vivrò/Fiore blu (WJK Record, 445)
- 1977: Senso/Lei mi amerà (Yep, 00688)
- 1978: Come With Us Friend/Sitting Bull (Yep, 00708)
- 1979: Shoes In Love/Come WIth Us Friend (Yep, 00722)

### CD
- 1996: Vivrò ed altri successi (Duck Record)